# Geotrigona
Geotrigona es un género de himenópteros ápidos de la tribu Meliponini, las llamadas abejas sin aguijón.

## Especies
Se encuentran en Sudamérica:
- Geotrigona acapulconis (Strand, 1919)
- Geotrigona aequinoctialis (Ducke, 1925)
- Geotrigona argentina Camargo & Moure, 1996
- Geotrigona chiriquiensis (Schwarz, 1951)
- Geotrigona fulvatra Camargo & Moure, 1996
- Geotrigona fulvohirta (Friese, 1900)
- Geotrigona fumipennis Camargo & Moure, 1996
- Geotrigona joearroyoi Gonzalez & Engel, 2012
- Geotrigona kaba Gonzalez & Sepúlveda, 2007
- Geotrigona kraussi (Schwarz, 1951)
- Geotrigona kwyrakai Camargo & Moure, 1996
- Geotrigona leucogastra (Cockerell, 1914)
- Geotrigona lutzi Camargo & Moure, 1996
- Geotrigona mattogrossensis (Ducke, 1925)
- Geotrigona mombuca (Smith, 1863)
- Geotrigona subfulva Camargo & Moure, 1996
- Geotrigona subgrisea (Cockerell, 1920)
- Geotrigona subnigra (Schwarz, 1940)
- Geotrigona subterranea (Friese, 1901)
- Geotrigona tellurica Camargo & Moure, 1996
- Geotrigona terricola Camargo & Moure, 1996
- Geotrigona xanthopoda Camargo & Moure, 1996

### Geotrigona mombuca(Smith)
Estos melipónidos son abejas sociales, mansas. Construye sus nidos debajo del suelo, (nidos subterráneos). Alrededor de la entrada hay deposición de tierra y otros materiales. La entrada al nido es revestida por cerumen, igualmente el canal de entrada. Los nidos de cría son helicoidales, hay celdas reales. Un involucro rodea la zona de cría y las ánforas de alimento. Las ánforas son cilindros grandes que pueden medir hasta 7 centímetros de altura.(Nogueira-Neto, 1970). Las colonias pueden estar compuestas por 2.000 o 3.000 abejas. Lindauer & Kerr, 1960).

### Geotrigona subterranea(Friese, 1901)
Sobre esta especie de melipónido hay muy escasa información ecológica hasta el momento.